# Жент
Жент (каз. жент), коспа́ (каз. қоспа) или ент (баш. ент) — национальное казахское блюдо, региональное блюдо у башкир, проживающих в бассейне реки Сакмары.
Жент является казахским национальным праздничным блюдом, изготавливаемым из пшенной крупы (жареной), с добавлением сушёного толчёного творога, топлёного масла, сахара, мёда, изюма, орехов и других ингредиентов. Жент обычно подаётся к чаю. Его готовят после рождения ребёнка, по случаю шілде той (празднование рождения ребёнка), бесік той (празднование первого укладывания ребёнка в колыбель) и қырқынан шығару (празднование сорока дней после рождения ребёнка).
Башкиры, проживающие в бассейне реки Сакмары в Оренбургской области называют «жент» или «ент» блюдо из сушёного красного творога (баш. ҡыҙыл эремсек — творожная масса красноватого оттенка, получаемая из закисшего или заквашенного коровьего/козьего молока путём кипячения до полного выпаривания влаги) с добавлением масла, сахара, толокна или сушёной черёмухи. Башкиры в других регионах называют это блюдо «ажикей» (баш. әжекәй, у казахов — ежегей).
Жент у казахов приготавливают следующим образом: в ведро жареного пшена (каз. тары) добавляют килограмм сахара и 3-4 килограмма сливочного или топлёного масла, затем размешивают получившуюся массу и подают к столу. Во время Великой Отечественной войны и в послевоенные годы был распространён такой метод приготовления жента: апорт смешивали в ступке с просом или кукурузным зерном и толокли до тех пор, пока мякоть апорта не пропитывала толчёное зерно. Получившуюся массу сушили и разрезали на куски.